# Icona (album)
Icona è il terzo album in studio della cantante italiana Baby K, pubblicato il 16 novembre 2018 dalla Sony Music.

## Descrizione
Composto da dieci brani, l'album rappresenta un distacco dalle sonorità pop rap dei primi due album in favore di altre tendenti all'elettropop e al reggaeton.
Il disco è stato anticipato da quattro singoli, resi disponibili per il download digitale tra il 2017 e il 2018.

## Tracce
1. Icona – 3:10
2. Come no – 2:49
3. Da zero a cento – 3:26
4. Certe cose (feat. J-Ax) – 3:36
5. Vibe (feat. Vegas Jones & Gemitaiz) – 3:32
6. Voglio ballare con te (feat. Andrés Dvicio) – 2:43
7. Aspettavo solo te – 3:06
8. Dammi un buon motivo – 3:06
9. Mi faccio i film – 3:52
10. Sogni d'oro e di platino – 3:26

## Classifiche
| Classifica (2018) | Posizione massima |
| ----------------- | ----------------- |
| Italia            | 6                 |